# Ludovic Blas
Pour les articles homonymes, voir Blas.
Ludovic Blas, né le 31 décembre 1997 à Colombes (Hauts-de-Seine), est un footballeur français qui évolue au poste de milieu de terrain au Stade rennais FC.

## Biographie

### En club

#### Formation
Ludovic Blas arrive au Rambouillet FC, alors en district, à l'âge de 7 ans. Il sort déjà du lot et est systématiquement surclassé. Son formateur de l'époque loue déjà sa qualité de dribble et sa vision du jeu.
À la suite de la mutation professionnelle de son père, il débarque au Montrouge FC, lui permettant ainsi de parcourir la région et de faciliter les contacts avec les recruteurs d'équipes professionnelles. Ludovic Blas est ainsi repéré par plusieurs clubs dont l'AS Monaco et l'EA Guingamp. Il franchit toutes les étapes de la formation guingampaise durant ses trois premières années au club avant d'intégrer le groupe professionnel lors du stage de préparation de la saison 2015-2016. L’entraîneur de l'équipe réserve, Claude Michel, apprécie particulièrement la qualité technique du joueur et sa capacité à réaliser les bons choix, rapidement. Afin de parfaire ses problèmes de repli défensif, il joue régulièrement en milieu défensif avec l'équipe B, même si son profil correspond davantage à un milieu relayeur voire à un meneur de jeu.

#### EA Guingamp
Ludovic Blas effectue ses premières apparitions en Ligue 1 lors de la saison 2015-2016 et signe son premier contrat professionnel en octobre 2015. Le 6 décembre 2015, il dispute son premier match professionnel suivant en étant titulaire contre le FC Girondins de Bordeaux puis inscrit son premier but professionnel lors de la 24e journée de Ligue 1 le 3 février 2016, lors d'une large victoire contre l'ESTAC Troyes quatre buts à zéro. Il évolue le plus régulièrement sur l'aile droite mais fait également quelques apparitions dans l'axe du milieu de terrain.
Sa seconde saison se passe sans coup d'éclat et il inscrit son unique but en championnat le 11 mars 2017 lors d'une victoire 5 à 0 face au SC Bastia, soit la plus large victoire en Ligue 1 de l'EA Guingamp. Il commence la saison 2017-2018 en inscrivant un but face au FC Metz dès la première journée. Le 8 août 2018, déjà sous contrat jusqu'en 2020 avec l'EA Guingamp, Ludovic Blas s'engage pour une saison supplémentaire avec le club costarmoricain.

#### FC Nantes
Le 2 septembre 2019, Ludovic Blas s'engage pour cinq ans au FC Nantes,,. Il inscrit ses premiers buts sous ses nouvelles couleurs en Coupe de France, face au Paris FC (victoire, 8-0), victoire historique des Nantais conclue par un doublé de Ludovic Blas, suivi de son premier but en Ligue 1, dix jours après face à l'AS Saint-Étienne (2-3).
Le 7 mai 2022, il inscrit le but de la victoire sur penalty pour le FC Nantes en finale de la Coupe de France face à l'OGC Nice et découvre pour la saison 2022-2023 la Coupe d'Europe avec le FC Nantes. Un an après, il rejoue une finale de Coupe de France, après avoir inscrit un but sublime en demi-finale face à l'Olympique lyonnais.

#### Stade rennais FC
Le 5 juillet 2023, Ludovic Blas paraphe un contrat de quatre ans en faveur du Stade rennais FC pour une indemnité de transfert estimé à quinze millions d'euros,,. Concernant son arrivée, il raconte :  « Je connais bien la région mais c’est une évolution pour moi. Je passe à un niveau supérieur dans un club qui a beaucoup d’ambition ». Avec ce transfert, il devient la plus grosse vente de l'histoire du FC Nantes, derrière Emiliano Sala, avec Diego Carlos.
Le 4 février 2025, à la suite du départ d'Amine Gouiri à l'Olympique de Marseille, il récupère le no 10. Le 8 mars 2025, touché à une cuisse, il sort sur blessure lors d'un match de championnat contre le Paris Saint-Germain,. Après avoir manqué quatre rencontres, il fait son retour dans le groupe pour la réception du FC Nantes, match dans lequel il rentre en jeu en remplaçant Arnaud Kalimuendo à la 88e minute,,.

### En équipe nationale
Ludovic Blas joue une fois avec l'équipe de France des moins de 17 ans. Le 24 mars 2016, avec l'équipe de France des moins de 19 ans, il inscrit un but lors d'une victoire (1-0) face au Monténégro, lors de la phase de qualifications pour le championnat d'Europe des moins de 19 ans 2016. Au cours du mois de mai, dans le cadre d'un tournoi amical en Corée du Sud, il inscrit un triplé face au Japon.
Il se fait connaître du grand public lors de l'Euro 2016 des moins de 19 ans en étant titulaire à partir du second match de poule et en formant le trio offensif avec Kylian Mbappé et Jean-Kévin Augustin. Les Français remportent la compétition et Ludovic Blas y inscrit deux buts, dont un en finale face à l'Italie.

## Statistiques
| Saison                | Club                  | Championnat           | Championnat | Championnat | Championnat | Coupe(s) nationale(s) | Coupe(s) nationale(s) | Coupe(s) nationale(s) | Supercoupe | Supercoupe | Supercoupe | Compétition(s) continentale(s) | Compétition(s) continentale(s) | Compétition(s) continentale(s) | Compétition(s) continentale(s) | Total | Total | Total |
| Saison                | Club                  | Division              | M.          | B.          | P.d.        | M.                    | B.                    | P.d.                  | M.         | B.         | P.d.       | Comp.                          | M.                             | B.                             | P.d.                           | M.    | B.    | P.d.  |
| 2015-2016             | EA Guingamp           | Ligue 1               | 14          | 1           | 2           | 2                     | 0                     | 0                     | -          | -          | -          | -                              | -                              | -                              | -                              | 16    | 1     | 2     |
| 2016-2017             | EA Guingamp           | Ligue 1               | 24          | 1           | 1           | 5                     | 1                     | 0                     | -          | -          | -          | -                              | -                              | -                              | -                              | 29    | 2     | 1     |
| 2017-2018             | EA Guingamp           | Ligue 1               | 31          | 3           | 2           | 2                     | 0                     | 0                     | -          | -          | -          | -                              | -                              | -                              | -                              | 33    | 3     | 2     |
| 2018-2019             | EA Guingamp           | Ligue 1               | 34          | 1           | 6           | 6                     | 0                     | 0                     | -          | -          | -          | -                              | -                              | -                              | -                              | 40    | 1     | 6     |
| 2019-2020             | EA Guingamp           | Ligue 2               | 6           | 0           | 0           | 1                     | 0                     | 0                     | -          | -          | -          | -                              | -                              | -                              | -                              | 7     | 0     | 0     |
| Sous-total            | Sous-total            | Sous-total            | 109         | 6           | 11          | 16                    | 1                     | 0                     | -          | -          | -          | -                              | -                              | -                              | -                              | 125   | 7     | 11    |
| 2019-2020             | FC Nantes             | Ligue 1               | 24          | 5           | 1           | 4                     | 2                     | 0                     | -          | -          | -          | -                              | -                              | -                              | -                              | 28    | 7     | 1     |
| 2020-2021             | FC Nantes             | Ligue 1               | 38          | 11          | 4           | 1                     | 0                     | 0                     | -          | -          | -          | -                              | -                              | -                              | -                              | 39    | 11    | 4     |
| 2021-2022             | FC Nantes             | Ligue 1               | 35          | 10          | 4           | 6                     | 5                     | 0                     | -          | -          | -          | -                              | -                              | -                              | -                              | 41    | 15    | 4     |
| 2022-2023             | FC Nantes             | Ligue 1               | 37          | 7           | 5           | 5                     | 2                     | 0                     | 1          | 0          | 0          | C3                             | 8                              | 3                              | 3                              | 51    | 12    | 8     |
| Sous-total            | Sous-total            | Sous-total            | 134         | 33          | 14          | 16                    | 9                     | 0                     | 1          | 0          | 0          | -                              | 8                              | 3                              | 3                              | 159   | 45    | 17    |
| 2023-2024             | Stade rennais FC      | Ligue 1               | 29          | 4           | 1           | 5                     | 0                     | 0                     | -          | -          | -          | C3                             | 8                              | 3                              | 0                              | 42    | 7     | 1     |
| 2024-2025             | Stade rennais FC      | Ligue 1               | 29          | 6           | 8           | 2                     | 0                     | 0                     | -          | -          | -          | -                              | -                              | -                              | -                              | 31    | 6     | 8     |
| 2025-2026             | Stade rennais FC      | Ligue 1               | 1           | 1           | 0           | 0                     | 0                     | 0                     | -          | -          | -          | -                              | -                              | -                              | -                              | 1     | 1     | 0     |
| Sous-total            | Sous-total            | Sous-total            | 59          | 11          | 9           | 7                     | 0                     | 0                     | -          | -          | -          | -                              | 8                              | 3                              | 0                              | 74    | 14    | 9     |
| Total sur la carrière | Total sur la carrière | Total sur la carrière | 302         | 50          | 34          | 39                    | 10                    | 0                     | 1          | 0          | 0          | -                              | 16                             | 6                              | 3                              | 358   | 66    | 37    |

## Palmarès

### En club
| EA Guingamp                             | FC Nantes (1)                                                                                             |
| --------------------------------------- | --- |
| - Coupe de la Ligue - Finaliste : 2019. | - Coupe de France (1) - Vainqueur : 2022. - Finaliste : 2023. - Trophée des champions - Finaliste : 2022. |

### En sélection nationale
Avec l'équipe de France des moins de 19 ans, il remporte l'Euro en 2016.